# ریش قوش (سرده)
کَفشَک یا ریش قوش (Crepis) سردهای از گیاهان گلدار یک‌ساله هستند. این سرده ۲۰۰ گونه و در ایران ۲۷ گونه گیاه علفی یک‌ساله و چندساله دارد.

## گونه‌های موجود در ایران
- کفشک (Crepis sancta)
- کفشک ارمنستانی
- کفشک آزادبری
- کفشک البرزی
- کفشک ایلامی
- کفشک بدبو
- کفشک برازجانی
- کفشک بلوطی
- کفشک پرساقه
- کفشک ترکمنستانی
- کفشک توچالی
- کفشک خراسانی
- کفشک دماوندی
- کفشک رودباری
- کفشک زردکوهی
- کفشک زیبا
- کفشک زیکزاکی
- کفشک سهندی
- کفشک شاهرودی
- کفشک شاهوئی
- کفشک کاکلی
- کفشک کرجی
- کفشک کرمانشاهی
- کفشک کندوانی
- کفشک کوهسری
- کفشک گل‌ریز
- کفشک مژه‌دار
- کفشک یخچالی